# 瀧田樹里
滝田樹里（たきた じゅり、1981年4月18日—），出生于东京都，日本女性声优，I'm Enterprise所属。

## 人物
高中时，在南青山少女歌剧团、日本播音演技研究所学习配音工作。
2009年，在自己的出生日宣布开设个人博客。2010年秋结婚并同年12月13日宣布怀孕，2011年6月26日宣布生下一名女儿。

## 出演作品
粗体为主演角色。

### 电视动画
2005年
- Canvas2～彩虹色的图画～（女服务员）

2006年
- 不可思議星球的雙胞胎公主 Gyu！（日语：ふしぎ星の☆ふたご姫 Gyu!）

2009年
- 銀魂（店員）
- 交響情人夢 巴里編（诺爱米·克里夫）
- 小双侠 第2作（小顽（幼年时期））

2010年
- 女仆咖啡厅（TV音声）
- 交響情人夢 最终篇（诺爱米·克里夫）
- 爆丸2大爆破（バネッサ）
- 向陽素描×☆☆☆ 特別編（三浦的姨妈）

2011年
- THE IDOLM@STER（音无小鸟[5]）

2023年
- 偶像大師 百萬人演唱會！（音無小鳥[6]）

### OVA
2006年
- 秋之回憶5：中斷的影片 THE ANIMATION（日名明日香的母亲）

2009年
- 心跳回忆4 ORIGINAL ANIMATION -取景器的开端-（皐月優）

### 剧场版
2014年
- 偶像大師 劇場版 前往光輝的另一端！（音无小鸟[7]）

### 网络动画
2013年
- 迷你偶像大师（音無小鳥、小小鸟）

2014年
- 迷你偶像大师（第二期）（音無小鳥、小小鸟[8]、雌企鹅、女路人）

### 游戏
2004年
- SD GUNDAM G世代 SPIRITS（约拿）

2005年
- 火焰之纹章 苍炎之轨迹（艾琳西娅（エリンシア））
- 秋之回憶5：中斷的影片

2006年
- 聖靈之心（美凰、華明芳）
- 薩爾達傳說 黃昏公主（イリア）

2007年
- Wiiでやわらかあたま塾（日语：Wiiでやわらかあたま塾）
- 秋之回憶5：encore（日名明日香）

2008年
- 偶像大師 L4U！（音无小鸟）
- 铁路女儿〜Terminal Memory〜（日语：鉄道むすめ）
- 聖靈之心2（美凰、華明芳）
- すっごい! アルカナハート2〜転校生 あかねとなずな〜（美凰、華明芳）

2009年
- THE IDOLM@STER SP（音无小鸟）
- 心跳回忆4（皐月優）
- 召喚夜響曲X ～淚光寶冠～（索提娜・罗恩兹）
- 聖靈之心3（美凰、華明芳）

2010年
- 铃木同学，我爱你!!4位铃木同学（星野爽歌）

2011年
- 偶像大師2（音无小鸟）

2012年
- 偶像大師 閃耀祭典（音无小鸟）

2013年
- 偶像大師 百萬人演唱會！（音无小鸟）
- 偶像大师 闪耀电视（音无小鸟）
- （伊奘冉尊）

2014年
- 偶像大师：全力以赴（音无小鸟）

### 廣播劇CD
2009年
- 純真奇蹟100%（大村溫子）

## 外部連結
- 瀧田樹里 | I'm Enterprise（日語）
- 滝田樹里的X（前Twitter）（日語）